# Misgurnus mohoity
Misgurnus mohoity är en fiskart som först beskrevs av Dybowski, 1869.  Misgurnus mohoity ingår i släktet Misgurnus och familjen nissögefiskar. Inga underarter finns listade i Catalogue of Life.